# 石黒信由

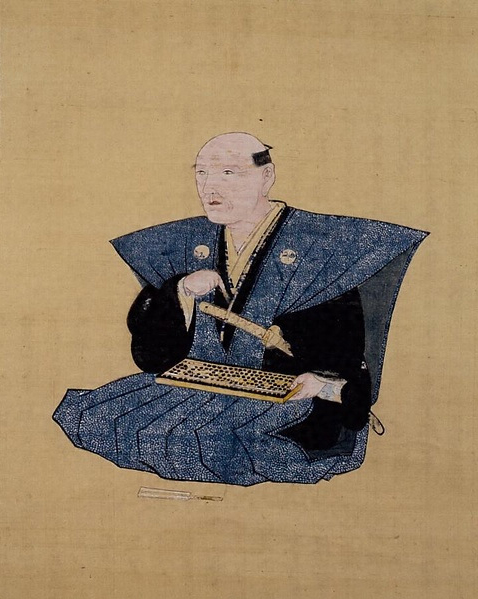
石黒信由像（高樹会所有・射水市新湊博物館保管「石黒信由関係資料」（重要文化財）のうち）

石黒 信由（いしくろ のぶよし、宝暦10年11月18日（1760年12月24日） - 天保7年12月3日（1837年1月9日））は、江戸時代の越中の和算家・測量家、天文家。通称は藤右衛門。

## 人物
越中国射水郡高木村（現富山県射水市高木）の肝煎の家に生まれた。早くに父を亡くし、祖父母に育てられた。23歳の時、富山の和算学者中田高寛に和算を学んだ。そのほか測量・暦学なども学んだ。伊能忠敬が享和3年（1803年）に沿岸調査のために越中を訪ねた際には、現在の射水で会い、測量の方法や器械について意見を交換した。伊能は、8月1日能登から越中に入り、8日までに越中海岸全体の測量を終えている。3日に堀岡から海老江までの測量を終えた伊能は廻船問屋柴屋彦兵衛の家に泊まるが、信由が訪問し、象限儀などの天体観測を見学し、翌日から四方（よかた）方面の測量に同行した。ワンカラシンなどの測量器具を記録に取らせてもらい、改良を加えた。加賀藩の命により越中国・能登国・加賀国の測量を行い『加越能三州郡分略絵図』を制作・提出した。現在の地図とほとんど変らない。
大正6年（1917年）、従五位を追贈された。
石黒信由関係の書籍、文書、地図、測量器具などの遺品は、射水市の一般財団法人高樹会「高樹文庫」が所有している（射水市新湊博物館に寄託）。このうち6,392点が「石黒信由関係資料」として国の重要文化財に指定されている。

## 子孫
3代目の石黒信之は『越後国山下三駅見取絵図』（1838年）を作成、4代目の石黒信基は『皇国総海岸図第一武蔵湾』の複製（幕府が1855年頃作成したのものを1863年に書写）をそれぞれ藩の命で行った。石黒信由の資料とともに子孫の関係資料も評価され、2019年には重要文化財「石黒信由関係資料」に子孫3代の資料が追加指定された（「石黒信由関係資料」については射水市新湊博物館参照）。